# Unione Sportiva Arsenale (Messina)

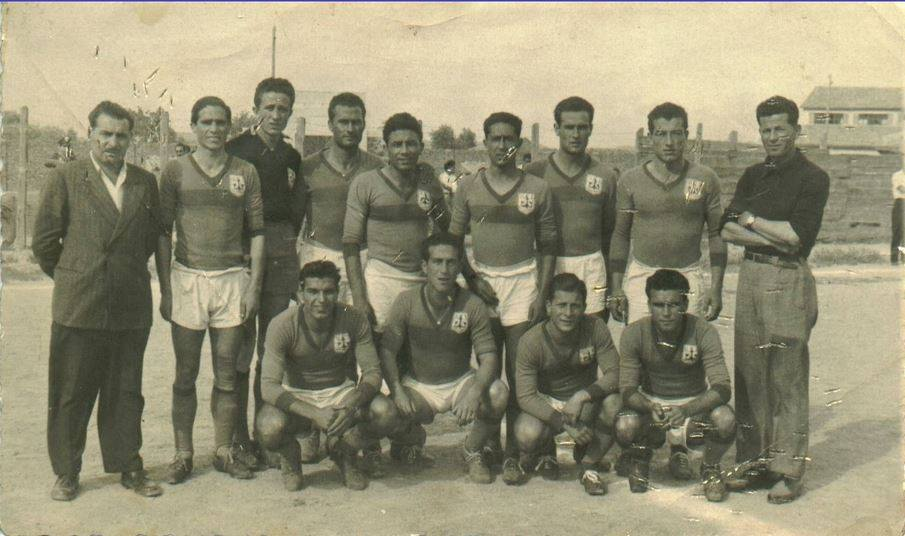
U. S. Arsenale, Messina

L'Unione Sportiva Arsenale è stata una societa calcistica di Messina, attiva nel corso degli anni quaranta.Venne fondata inizialmente nel 1944 come Società Sportiva Lega Arsenalotti, e nello stesso anno assunse la denominazione Società Sportiva Lega Arsenale; la squadra disputò il Campionato siciliano. Nel 1945 si fuse con l'Unione Sportiva Peloro e l'Unione Sportiva Tenente Mario Passamonte, dando vita all'Associazione Sportiva Messina.

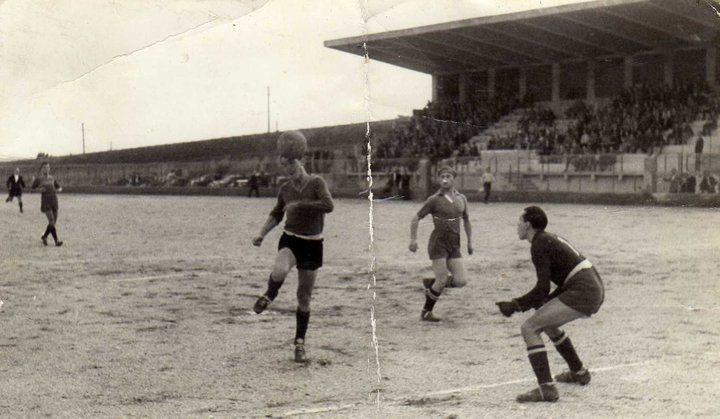
F. Rodilosso (U. S. Arsenale, Messina)

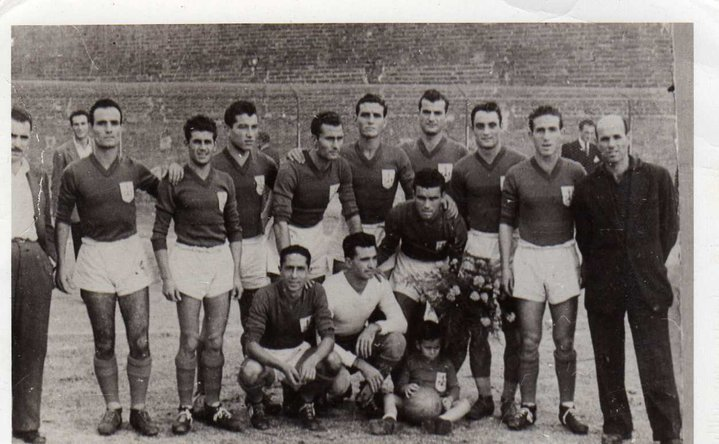
U. S. Arsenale, Messina

La squadra venne rifondata nel 1946 ancora con il nome Unione Sportiva Arsenale; ammessa in Prima Divisione 1946-1947, vinse il campionato ed ottenne la promozione in Serie C. Mantenne la categoria dal 1947-1948 al 1950-1951, stagione in cui retrocesse in Promozione. Dopo la retrocessione la squadra si sciolse, come annunciato sui quotidiani sportivi del 31 agosto 1951.

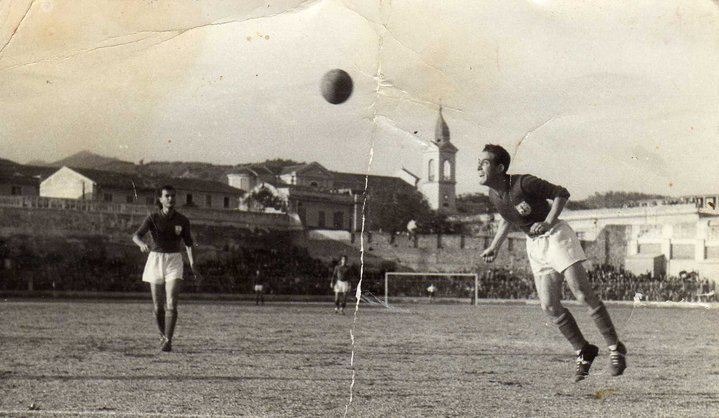
F. Rodilosso (U. S. Arsenale, Messina)